# Енді Мак-Дональд
Енді Макдональд (англ. Andy McDonald; 25 серпня 1977, м. Стратрой, Канада) — канадський хокеїст, лівий нападник. 
Виступав за Колгейтський університет (NCAA), «Цинциннаті Майті-Дакс» (АХЛ), «Анагайм Дакс», ЕРК «Інґольштадт».
В чемпіонатах НХЛ — 685 матчів (182+307), у турнірах Кубка Стенлі — 56 матчів (18+19).
У складі національної збірної Канади учасник чемпіонату світу 2002 (7 матчів, 4+1). 
Досягнення
- Володар Кубка Стенлі (2007).